# Ormosia meigenii
Ormosia meigenii är en tvåvingeart som först beskrevs av Osten Sacken 1860.  Ormosia meigenii ingår i släktet Ormosia och familjen småharkrankar. Inga underarter finns listade i Catalogue of Life.